# ATP Тур 2001
ATP Тур 2001 (англ. 2001 Association of Tennis Professionals (ATP) World Tour) — элитный мировой тур теннисистов-профессионалов, проводимый Ассоциацией Теннисистов Профессионалов (ATP) с января по ноябрь. В 2001 году он включал:
- 4 турнира Большого шлема (проводится Международной федерацией тенниса (англ. International Tennis Federation, ITF));
- 9 турниров в серии ATP Masters;
- 11 турниров в серии ATP International Series Gold;
- 44 турнира в серии ATP International;
- Командный Кубок Мира;
- Кубок Дэвиса (проводится ITF);
- Кубок Мастерс.

## Расписание ATP Тура 2001 года
Ниже представлено полное расписание соревнований по ходу года, включай всех победителей и финалистов турниров — в одиночном, парном и смешанных разрядах.
| Турнир Большого шлема         |
| Кубок Мастерс                 |
| ATP Masters                   |
| ATP International Series Gold |
| ATP International             |
| Командные соревнования        |

### Январь
| Дата начала | Турнир | Чемпионы (Счёт финала)                          | Финалисты                       |
| ----------- | --- | ----------------------------------------------- | ------------------------------- |
| 1 января    | Международный теннисный турнир в Аделаиде Аделаида, Австралия ATP International $375,000— Хард Турнир 2001                                     | Томми Хаас 6-3, 6-1                             | Николас Массу                   |
| 1 января    | Международный теннисный турнир в Аделаиде Аделаида, Австралия ATP International $375,000— Хард Турнир 2001                                     | Дэвид Макферсон Грант Стаффорд 6-7(5), 6-4, 6-4 | Уэйн Артурс Тодд Вудбридж       |
| 1 января    | Открытый чемпионат Катара Доха, Катар ATP International $1,000,000 — Хард Турнир 2001                                                          | Марсело Риос 6-3, 2-6, 6-3                      | Богдан Улиграх                  |
| 1 января    | Открытый чемпионат Катара Доха, Катар ATP International $1,000,000 — Хард Турнир 2001                                                          | Даниэль Нестор Марк Ноулз 6-3, 6-1              | Хуан Балсельс Андрей Ольховский |
| 1 января    | Открытый чемпионат Ченнаи Ченнаи, Индия ATP International $400,000 — Хард Турнир 2001                                                          | Михал Табара 6-2, 7-6(4)                        | Андрей Столяров                 |
| 1 января    | Открытый чемпионат Ченнаи Ченнаи, Индия ATP International $400,000 — Хард Турнир 2001                                                          | Байрон Блэк Уэйн Блэк 6-4, 6-3                  | Барри Коэн Мос Наварра          |
| 8 января    | Heineken Open Окленд, Новая Зеландия ATP International $375,000 — Хард Турнир 2001                                                             | Доминик Хрбаты 6-4, 2-6, 6-3                    | Франсиско Клавет                |
| 8 января    | Heineken Open Окленд, Новая Зеландия ATP International $375,000 — Хард Турнир 2001                                                             | Мариус Барнард Джим Томас 7-6(10), 6-4          | Дэвид Адамс Мартин Гарсия       |
| 8 января    | Adidas International Сидней, Австралия ATP International $400,000 — Хард Турнир 2001                                                           | Ллейтон Хьюитт 6-4, 6-1                         | Магнус Норман                   |
| 8 января    | Adidas International Сидней, Австралия ATP International $400,000 — Хард Турнир 2001                                                           | Даниэль Нестор Сэндон Столл 2-6, 7-6(4), 7-6(5) | Йонас Бьоркман Тодд Вудбридж    |
| 15 января   | Открытый чемпионат Австралии Мельбурн, Австралия Турнир Большого шлема $3,568,313 — Хард Одиночный турнир — Парный турнир Турнир смешанных пар | Андре Агасси 6-4, 6-2, 6-2                      | Арно Клеман                     |
| 15 января   | Открытый чемпионат Австралии Мельбурн, Австралия Турнир Большого шлема $3,568,313 — Хард Одиночный турнир — Парный турнир Турнир смешанных пар | Йонас Бьоркман Тодд Вудбридж 6-1, 5-7, 6-4, 6-4 | Байрон Блэк Давид Приносил      |
| 15 января   | Открытый чемпионат Австралии Мельбурн, Австралия Турнир Большого шлема $3,568,313 — Хард Одиночный турнир — Парный турнир Турнир смешанных пар | Эллис Феррейра Корина Морариу 6-1, 6-3          | Джошуа Игл Барбара Шетт         |
| 29 января   | Cerveza Club Colombia Open Богота, Колумбия ATP International $400,000 — Грунт Турнир 2001                                                     | Фернандо Висенте 6-4, 7-6(6)                    | Хуан Игнасио Чела               |
| 29 января   | Cerveza Club Colombia Open Богота, Колумбия ATP International $400,000 — Грунт Турнир 2001                                                     | Себастьян Прието Мариано Худ 6-2, 6-4           | Мартин Родригес Андре Са        |
| 29 января   | Milan Indoor Милан, Италия ATP International $400,000 — Ковёр (зал) Турнир 2001                                                                | Роджер Федерер 6-4, 6-7(7), 6-4                 | Жюльен Бутте                    |
| 29 января   | Milan Indoor Милан, Италия ATP International $400,000 — Ковёр (зал) Турнир 2001                                                                | Шенг Схалкен Паул Хархёйс 7-6(5), 7-6(4)        | Том Ванхудт Юхан Ландсберг      |

### Февраль
| Дата начала | Турнир | Чемпионы (Счёт финала)                                                                                         | Финалисты                                                              |
| ----------- | --- | --- | ---------------------------------------------------------------------- |
| 5 февраля   | Кубок Дэвиса. 2001. 1-й раунд Перт, Австралия — Трава Рио-де-Жанейро, Бразилия — Грунт Хельсингборг, Швеция — Ковёр (зал) Братислава, Словакия — Хард (зал) Гент, Бельгия — Грунт (зал) Базель, Швейцария — Хард (зал) Брауншвейг, Германия — Ковёр (зал) Эйндховен, Нидерланды — Ковёр (зал) | Победители Австралия 4-1 Бразилия 4-1 Швеция 3-2 Россия 3-2 Франция 5-0 Швеция 3-2 Германия 3-2 Нидерланды 4-1 | Проигравшие Эквадор Марокко Чехия Словакия Бельгия США Румыния Испания |
| 12 февраля  | Chevrolet Cup Винья-дель-Мар, Чили ATP International $375,000 — Грунт Турнир 2001 | Гильермо Кориа 4-6, 6-2, 7-5                                                                                   | Гастон Гаудио                                                          |
| 12 февраля  | Chevrolet Cup Винья-дель-Мар, Чили ATP International $375,000 — Грунт Турнир 2001 | Лукас Арнольд Кер Томас Карбонелл 6-4, 2-6, 6-3                                                                | Себастьян Прието Мариано Худ                                           |
| 12 февраля  | Открытый чемпионат Копенгагена Копенгаген, Дания ATP International $350,000 — Хард (зал) Турнир 2001 | Тим Хенмен 6-3, 6-4                                                                                            | Андреас Винсигерра                                                     |
| 12 февраля  | Открытый чемпионат Копенгагена Копенгаген, Дания ATP International $350,000 — Хард (зал) Турнир 2001 | Байрон Блэк Уэйн Блэк 6-3, 6-3                                                                                 | Иржи Новак Давид Рикл                                                  |
| 12 февраля  | Open 13 Марсель, Франция ATP International $500,000 — Хард (зал) Турнир 2001 | Евгений Кафельников 7-6(5), 6-2                                                                                | Себастьян Грожан                                                       |
| 12 февраля  | Open 13 Марсель, Франция ATP International $500,000 — Хард (зал) Турнир 2001 | Жюльен Бутте Фабрис Санторо 7-6(7), 7-5                                                                        | Джефф Таранго Майкл Хилл                                               |
| 19 февраля  | Открытый чемпионат Буэнос-Айреса Буэнос-Айрес, Аргентина ATP International $625,000 — Грунт Турнир 2001 | Густаво Куэртен 6-1, 6-3                                                                                       | Хосе Акасусо                                                           |
| 19 февраля  | Открытый чемпионат Буэнос-Айреса Буэнос-Айрес, Аргентина ATP International $625,000 — Грунт Турнир 2001 | Лукас Арнольд Кер Томас Карбонелл 5-7, 7-5, 7-6(5)                                                             | Себастьян Прието Мариано Худ                                           |
| 19 февраля  | Kroger St. Jude International Мемфис, США ATP International Series Gold $800,000 — Хард (зал) Турнир 2001 | Марк Филиппуссис 6-3, 6-7(5), 6-3                                                                              | Давиде Сангвинетти                                                     |
| 19 февраля  | Kroger St. Jude International Мемфис, США ATP International Series Gold $800,000 — Хард (зал) Турнир 2001 | Боб Брайан Майк Брайан 6-3, 7-6(3)                                                                             | Алекс О'Брайен Джонатан Старк                                          |
| 19 февраля  | ABN AMRO World Tennis Tournament Роттердам, Нидерланды ATP International Series Gold $850,000 — Хард (зал) Турнир 2001 | Николя Эскюде 7-5, 3-6, 7-6(5)                                                                                 | Роджер Федерер                                                         |
| 19 февраля  | ABN AMRO World Tennis Tournament Роттердам, Нидерланды ATP International Series Gold $850,000 — Хард (зал) Турнир 2001 | Йонас Бьоркман Роджер Федерер 6-3, 6-0                                                                         | Павел Визнер Петр Пала                                                 |
| 26 февраля  | Открытый чемпионат Мексики Акапулько, Мексика ATP International Series Gold $800,000 — Грунт Турнир 2001 | Густаво Куэртен 6-4, 6-2                                                                                       | Гало Бланко                                                            |
| 26 февраля  | Открытый чемпионат Мексики Акапулько, Мексика ATP International Series Gold $800,000 — Грунт Турнир 2001 | Дональд Джонсон Густаво Куэртен 6-3, 7-6(5)                                                                    | Дэвид Адамс Мартин Гарсия                                              |
| 26 февраля  | Теннисный чемпионат Дубая Дубай, ОАЭ ATP International Series Gold $1, 000,000 — Хард Турнир 2001 | Хуан Карлос Ферреро 6-2, 3-1 — отказ                                                                           | Марат Сафин                                                            |
| 26 февраля  | Теннисный чемпионат Дубая Дубай, ОАЭ ATP International Series Gold $1, 000,000 — Хард Турнир 2001 | Джошуа Игл Сэндон Столл 6-4, 6-4                                                                               | Ненад Зимонич Даниэль Нестор                                           |
| 26 февраля  | Sybase Open Сан-Хосе, США ATP International $400,000 — Хард (зал) Турнир 2001 | Грег Руседски 6-3, 6-4                                                                                         | Андре Агасси                                                           |
| 26 февраля  | Sybase Open Сан-Хосе, США ATP International $400,000 — Хард (зал) Турнир 2001 | Брайан Макфи Марк Ноулз 6-3, 7-6(4)                                                                            | Ян-Майкл Гэмбилл Джонатан Старк                                        |

### Март
| Дата начала | Турнир | Чемпионы (Счёт финала)                     | Финалисты                    |
| ----------- | --- | ------------------------------------------ | ---------------------------- |
| 5 марта     | Международный теннисный чемпионат в Делрей-Бич Делрей-Бич, США ATP International $350,000 — Хард Турнир 2001 | Ян-Майкл Гэмбилл 7-5, 6-4                  | Ксавье Малисс                |
| 5 марта     | Международный теннисный чемпионат в Делрей-Бич Делрей-Бич, США ATP International $350,000 — Хард Турнир 2001 | Ян-Майкл Гэмбилл Энди Роддик 6-3, 6-4      | Томас Симада Майлз Уэйкфилд  |
| 5 марта     | Franklin Templeton Tennis Classic Скоттсдейл, США ATP International $400,000 — Хард Турнир 2001              | Франсиско Клавет 6-4, 6-2                  | Магнус Норман                |
| 5 марта     | Franklin Templeton Tennis Classic Скоттсдейл, США ATP International $400,000 — Хард Турнир 2001              | Дональд Джонсон Джаред Палмер 7-6(3), 6-2  | Марсело Риос Шенг Схалкен    |
| 12 марта    | Indian Wells Masters Индиан-Уэллс, США ATP Masters $2,950,000 — Хард Одиночный турнир — Парный турнир        | Андре Агасси 7-6(5), 7-5, 6-1              | Пит Сампрас                  |
| 12 марта    | Indian Wells Masters Индиан-Уэллс, США ATP Masters $2,950,000 — Хард Одиночный турнир — Парный турнир        | Евгений Кафельников Уэйн Феррейра 6-2, 7-5 | Йонас Бьоркман Тодд Вудбридж |
| 19 марта    | Ericsson Open Майами, США ATP Masters $3,400,000 — Хард Одиночный турнир — Парный турнир                     | Андре Агасси 7-6(4), 6-1, 6-0              | Ян-Майкл Гэмбилл             |
| 19 марта    | Ericsson Open Майами, США ATP Masters $3,400,000 — Хард Одиночный турнир — Парный турнир                     | Иржи Новак Давид Рикл 7-5, 7-6(3)          | Йонас Бьоркман Тодд Вудбридж |

### Апрель
| Дата начала | Турнир | Чемпионы (Счёт финала)                                         | Финалисты                                      |
| ----------- | --- | -------------------------------------------------------------- | ---------------------------------------------- |
| 2 апреля    | Кубок Дэвиса. 2001. 1/4 финала Флорианополис, Бразилия — Грунт Мальмё, Швеция — Хард (зал) Невшатель, Швейцария — Ковёр (зал) Хертогенбос, Нидерланды — Ковёр (зал) | Победители Австралия 4-1 Швеция 4-1 Франция 3-2 Нидерланды 4-1 | Проигравшие Бразилия Россия Швейцария Германия |
| 9 апреля    | Гран-при Хасана II Касабланка, Марокко ATP International $350,000 — Грунт Турнир 2001                                                                               | Гильермо Каньяс 7-5, 6-2                                       | Томми Робредо                                  |
| 9 апреля    | Гран-при Хасана II Касабланка, Марокко ATP International $350,000 — Грунт Турнир 2001                                                                               | Джефф Таранго Майкл Хилл 7-6(2), 6-3                           | Пабло Альбано Дэвид Макферсон                  |
| 9 апреля    | Открытый чемпионат Эшторила Оэйраш, Португалия ATP International $625,000 — Грунт Турнир 2001                                                                       | Хуан Карлос Ферреро 7-6(3), 4-6, 6-3                           | Феликс Мантилья                                |
| 9 апреля    | Открытый чемпионат Эшторила Оэйраш, Португалия ATP International $625,000 — Грунт Турнир 2001                                                                       | Михал Табара Радек Штепанек 6-4, 6-1                           | Дональд Джонсон Ненад Зимонич                  |
| 16 апреля   | Masters Series Monte-Carlo Рокебрюн — Кап-Мартен, Франция ATP Masters $2,950,000 — Грунт Одиночный турнир — Парный турнир                                           | Густаво Куэртен 6-3, 6-2, 6-4                                  | Хишам Арази                                    |
| 16 апреля   | Masters Series Monte-Carlo Рокебрюн — Кап-Мартен, Франция ATP Masters $2,950,000 — Грунт Одиночный турнир — Парный турнир                                           | Йонас Бьоркман Тодд Вудбридж 3-6, 6-4, 6-2                     | Джошуа Игл Эндрю Флорент                       |
| 23 апреля   | Verizon Tennis Challenge Атланта, США ATP International $400,000- Грунт Турнир 2001                                                                                 | Энди Роддик 6-2, 6-4                                           | Ксавье Малисс                                  |
| 23 апреля   | Verizon Tennis Challenge Атланта, США ATP International $400,000- Грунт Турнир 2001                                                                                 | Махеш Бхупати Леандер Паес 6-3, 7-6(7)                         | Рик Лич Дэвид Макферсон                        |
| 23 апреля   | Приз графа Годо Барселона, Испания ATP International Series Gold $1,000,000 — Грунт Турнир 2001                                                                     | Хуан Карлос Ферреро 4-6, 7-5, 6-3, 3-6, 7-5                    | Карлос Мойя                                    |
| 23 апреля   | Приз графа Годо Барселона, Испания ATP International Series Gold $1,000,000 — Грунт Турнир 2001                                                                     | Дональд Джонсон Джаред Палмер 7-6(2), 6-4                      | Фернандо Висенте Томми Робредо                 |
| 30 апреля   | Открытый чемпионат Мальорки Мальорка, Испания ATP International $500,000 — Грунт Турнир 2001                                                                        | Альберто Мартин 6-3, 3-6, 6-2                                  | Гильермо Кориа                                 |
| 30 апреля   | Открытый чемпионат Мальорки Мальорка, Испания ATP International $500,000 — Грунт Турнир 2001                                                                        | Дональд Джонсон Джаред Палмер 7-5, 6-3                         | Фелисиано Лопес Франсиско Роиг                 |
| 30 апреля   | BMW Open Мюнхен, Германия ATP International $400,000 — Грунт Турнир 2001                                                                                            | Иржи Новак 6-4, 7-5                                            | Антони Дюпуи                                   |
| 30 апреля   | BMW Open Мюнхен, Германия ATP International $400,000 — Грунт Турнир 2001                                                                                            | Петр Лукса Радек Штепанек 5-7, 6-2, 7-6(5)                     | Жайми Онсинс Даниэль Орсанич                   |
| 30 апреля   | Грунтовый чемпионат США Хьюстон, США ATP International $400,000- Грунт Турнир 2001                                                                                  | Энди Роддик 7-5, 6-3                                           | Ли Хён Тхэк                                    |
| 30 апреля   | Грунтовый чемпионат США Хьюстон, США ATP International $400,000- Грунт Турнир 2001                                                                                  | Махеш Бхупати Леандер Паес 7-6(4), 6-2                         | Кевин Ким Джим Томас                           |

### Май
| Дата начала | Турнир | Чемпионы (Счёт финала)                           | Финалисты                    |
| ----------- | --- | ------------------------------------------------ | ---------------------------- |
| 7 мая       | Открытый чемпионат Италии Рим, Италия ATP Masters $2,950,000 — Грунт Одиночный турнир — Парный турнир                                    | Хуан Карлос Ферреро 3-6, 6-1, 2-6, 6-4, 6-2      | Густаво Куэртен              |
| 7 мая       | Открытый чемпионат Италии Рим, Италия ATP Masters $2,950,000 — Грунт Одиночный турнир — Парный турнир                                    | Евгений Кафельников Уэйн Феррейра 6-4, 7-6(6)    | Даниэль Нестор Сэндон Столл  |
| 14 мая      | Открытый чемпионат Германии Гамбург, Германия ATP Masters $2,950,000 — Грунт Одиночный турнир — Парный турнир                            | Альберт Портас 4-6, 6-2, 0-6, 7-6(5), 7-5        | Хуан Карлос Ферреро          |
| 14 мая      | Открытый чемпионат Германии Гамбург, Германия ATP Masters $2,950,000 — Грунт Одиночный турнир — Парный турнир                            | Йонас Бьоркман Тодд Вудбридж 7-6(2), 3-6, 6-3    | Даниэль Нестор Сэндон Столл  |
| 21 мая      | Командный кубок мира Дюссельдорф, Германия Командный турнир $2,100,000 — Грунт — 8 команд (Группа) Турнир 2001                           | Австралия · 2-1                                  | Россия                       |
| 21 мая      | International Raiffeisen Grand Prix Санкт-Пёльтен, Австрия ATP International $425,000 — Грунт Турнир 2001                                | Андреа Гауденци 6-0, 7-5                         | Маркус Хипфль                |
| 21 мая      | International Raiffeisen Grand Prix Санкт-Пёльтен, Австрия ATP International $425,000 — Грунт Турнир 2001                                | Петр Пала Давид Рикл 6-3, 5-7, 7-5               | Жайми Онсинс Даниэль Орсанич |
| 27 мая      | Открытый чемпионат Франции Париж, Франция Турнир Большого шлема $4,458,217 — Грунт Одиночный турнир — Парный турнир Турнир смешанных пар | Густаво Куэртен 6-7(3), 7-5, 6-2, 6-0            | Алекс Корретха               |
| 27 мая      | Открытый чемпионат Франции Париж, Франция Турнир Большого шлема $4,458,217 — Грунт Одиночный турнир — Парный турнир Турнир смешанных пар | Махеш Бхупати Леандер Паес 7-6(5), 6-3           | Павел Визнер Петр Пала       |
| 27 мая      | Открытый чемпионат Франции Париж, Франция Турнир Большого шлема $4,458,217 — Грунт Одиночный турнир — Парный турнир Турнир смешанных пар | Томас Карбонелл Вирхиния Руано Паскуаль 7-5, 6-3 | Жайми Онсинс Паола Суарес    |

### Июнь
| Дата начала | Турнир | Чемпионы (Счёт финала)                              | Финалисты                   |
| ----------- | --- | --------------------------------------------------- | --------------------------- |
| 11 июня     | Stella Artois Championships Лондон, Великобритания ATP International $800,000 — Трава Турнир 2001                                         | Ллейтон Хьюитт 7-6(3), 7-6(3)                       | Тим Хэнмен                  |
| 11 июня     | Stella Artois Championships Лондон, Великобритания ATP International $800,000 — Трава Турнир 2001                                         | Боб Брайан Майк Брайан 6-3, 3-6, 6-1                | Эрик Тайно Дэвид Уитон      |
| 11 июня     | Gerry Weber Open Халле, Германия ATP International $1,000,000 — Трава Турнир 2001                                                         | Томас Юханссон 6-3, 6-7(5), 6-2                     | Фабрис Санторо              |
| 11 июня     | Gerry Weber Open Халле, Германия ATP International $1,000,000 — Трава Турнир 2001                                                         | Даниэль Нестор Сэндон Столл 6-4, 6-7(5), 6-1        | Максим Мирный Патрик Рафтер |
| 18 июня     | Samsung Open Ноттингем, Великобритания ATP International $400,000 — Трава Турнир 2001                                                     | Томас Юханссон 7-5, 6-3                             | Харел Леви                  |
| 18 июня     | Samsung Open Ноттингем, Великобритания ATP International $400,000 — Трава Турнир 2001                                                     | Дональд Джонсон Джаред Палмер 6-4, 6-2              | Эндрю Кратцман Пол Хенли    |
| 18 июня     | Чемпионат Росмалена Хертогенбос, Нидерланды ATP International $400,000 — Трава Турнир 2001                                                | Ллейтон Хьюитт 6-3, 6-4                             | Гильермо Каньяс             |
| 18 июня     | Чемпионат Росмалена Хертогенбос, Нидерланды ATP International $400,000 — Трава Турнир 2001                                                | Шенг Схалкен Паул Хархёйс 6-4, 6-4                  | Мартин Дамм Цирил Сук       |
| 25 июня     | Уимблдонский турнир Лондон, Великобритания Турнир Большого шлема $5,476,166 — Трава Одиночный турнир — Парный турнир Турнир смешанных пар | Горан Иванишевич 6-3, 3-6, 6-3, 2-6, 9-7            | Патрик Рафтер               |
| 25 июня     | Уимблдонский турнир Лондон, Великобритания Турнир Большого шлема $5,476,166 — Трава Одиночный турнир — Парный турнир Турнир смешанных пар | Дональд Джонсон Джаред Палмер 6-4, 4-6, 6-3, 7-6(6) | Иржи Новак Давид Рикл       |
| 25 июня     | Уимблдонский турнир Лондон, Великобритания Турнир Большого шлема $5,476,166 — Трава Одиночный турнир — Парный турнир Турнир смешанных пар | Леош Фридль Даниэла Гантухова 4-6, 6-3, 6-2         | Майк Брайан Лизель Хубер    |

### Июль
| Дата начала | Турнир                                                                                                  | Чемпионы (Счёт финала)                           | Финалисты                     |
| ----------- | --- | ------------------------------------------------ | ----------------------------- |
| 9 июля      | Открытый чемпионат Швеции Бостад, Швеция ATP International $400,000 — Грунт Турнир 2001                 | Андреа Гауденци 7-5, 6-3                         | Богдан Улиграх                |
| 9 июля      | Открытый чемпионат Швеции Бостад, Швеция ATP International $400,000 — Грунт Турнир 2001                 | Карстен Браш Йенс Книппшильд 7-6(3), 4-6, 7-6(5) | Симон Аспелин Эндрю Кратцман  |
| 9 июля      | Suisse Open Gstaad Гштад, Швейцария ATP International $600,000 — Грунт Турнир 2001                      | Иржи Новак 6-1, 6-7(5), 7-5                      | Хуан Карлос Ферреро           |
| 9 июля      | Suisse Open Gstaad Гштад, Швейцария ATP International $600,000 — Грунт Турнир 2001                      | Марат Сафин Роджер Федерер 0-1 — отказ           | Джефф Таранго Майкл Хилл      |
| 9 июля      | Hall of Fame Tennis Championships Ньюпорт, США ATP International $400,000 — Трава Турнир 2001           | Невилл Годвин 6-1, 6-4                           | Мартин Ли                     |
| 9 июля      | Hall of Fame Tennis Championships Ньюпорт, США ATP International $400,000 — Трава Турнир 2001           | Боб Брайан Майк Брайан 6-3, 7-5                  | Гленн Вайнер Андре Са         |
| 16 июля     | Открытый чемпионат Нидерландов Амстердам, Нидерланды ATP International $400,000 — Грунт Турнир 2001     | Алекс Корретха 6-3, 5-7, 7-6(0), 3-6, 6-4        | Юнес эль-Айнауи               |
| 16 июля     | Открытый чемпионат Нидерландов Амстердам, Нидерланды ATP International $400,000 — Грунт Турнир 2001     | Шенг Схалкен Паул Хархёйс 6-4, 6-2               | Алекс Корретха Луис Лобо      |
| 16 июля     | Открытый чемпионат Хорватии Умаг, Хорватия ATP International $400,000 — Грунт Турнир 2001               | Карлос Мойя 6-4, 3-6, 7-6(2)                     | Жером Гольмар                 |
| 16 июля     | Открытый чемпионат Хорватии Умаг, Хорватия ATP International $400,000 — Грунт Турнир 2001               | Серхио Ройтман Андрес Шнейтер 6-2, 7-5           | Ловро Зовко Иван Любичич      |
| 16 июля     | Mercedes Cup Штутгарт, Германия ATP International Series Gold $800,000 — Грунт Турнир 2001              | Густаво Куэртен 6-3, 6-2, 6-4                    | Гильермо Каньяс               |
| 16 июля     | Mercedes Cup Штутгарт, Германия ATP International Series Gold $800,000 — Грунт Турнир 2001              | Гильермо Каньяс Райнер Шуттлер 4-6, 7-6(1), 6-4  | Джефф Таранго Майкл Хилл      |
| 23 июля     | Открытый чемпионат Австрии Кицбюэль, Австрия ATP International Series Gold $880,000 — Грунт Турнир 2001 | Николас Лапентти 1-6, 6-4, 7-5, 7-5              | Альберт Коста                 |
| 23 июля     | Открытый чемпионат Австрии Кицбюэль, Австрия ATP International Series Gold $880,000 — Грунт Турнир 2001 | Алекс Корретха Луис Лобо 6-1, 6-4                | Симон Аспелин Эндрю Кратцман  |
| 23 июля     | Mercedes-Benz Cup Лос-Анджелес, США ATP International $400,000 — Хард Турнир 2001                       | Андре Агасси 6-4, 6-2                            | Пит Сампрас                   |
| 23 июля     | Mercedes-Benz Cup Лос-Анджелес, США ATP International $400,000 — Хард Турнир 2001                       | Боб Брайан Майк Брайан 7-5, 7-6(6)               | Ян-Майкл Гэмбилл Энди Роддик  |
| 23 июля     | Idea Prokom Open Сопот, Польша ATP International $400,000 — Грунт Турнир 2001                           | Томми Робредо 1-6, 7-5, 7-6(2)                   | Альберт Портас                |
| 23 июля     | Idea Prokom Open Сопот, Польша ATP International $400,000 — Грунт Турнир 2001                           | Пол Хенли Натан Хили 7-6(10), 6-2                | Ираклий Лабадзе Аттила Саволт |
| 30 июля     | Rogers Cup Монреаль, Канада ATP Masters $2,950,000 — Хард Одиночный турнир — Парный турнир              | Андрей Павел 7-6(3), 2-6, 6-3                    | Патрик Рафтер                 |
| 30 июля     | Rogers Cup Монреаль, Канада ATP Masters $2,950,000 — Хард Одиночный турнир — Парный турнир              | Иржи Новак Давид Рикл 6-4, 3-6, 6-3              | Дональд Джонсон Джаред Палмер |

### Август
| Дата начала | Турнир | Чемпионы (Счёт финала)                   | Финалисты                     |
| ----------- | --- | ---------------------------------------- | ----------------------------- |
| 6 августа   | Cincinnati Masters Цинциннати, США ATP Masters $2,950,000 — Хард Одиночный турнир — Парный турнир                                  | Густаво Куэртен 6-1, 6-3                 | Патрик Рафтер                 |
| 6 августа   | Cincinnati Masters Цинциннати, США ATP Masters $2,950,000 — Хард Одиночный турнир — Парный турнир                                  | Махеш Бхупати Леандер Паес 7-6(3), 6-3   | Мартин Дамм Давид Приносил    |
| 13 августа  | Legg Mason Tennis Classic Вашингтон, США ATP International Series Gold $800,000 — Хард Турнир 2001                                 | Энди Роддик 6-2, 6-3                     | Шенг Схалкен                  |
| 13 августа  | Legg Mason Tennis Classic Вашингтон, США ATP International Series Gold $800,000 — Хард Турнир 2001                                 | Мартин Дамм Давид Приносил 7-6(5), 6-3   | Боб Брайан Майк Брайан        |
| 13 августа  | RCA Championships Индианаполис, США ATP International Series Gold $800,000 — Хард Турнир 2001                                      | Патрик Рафтер 4-2 — отказ                | Густаво Куэртен               |
| 13 августа  | RCA Championships Индианаполис, США ATP International Series Gold $800,000 — Хард Турнир 2001                                      | Брайан Макфи Марк Ноулз 7-6(5), 5-7, 6-4 | Махеш Бхупати Себастьян Ларо  |
| 20 августа  | Hamlet Cup Лонг-Айленд, США ATP International $400,000 — Хард Турнир 2001                                                          | Томми Хаас 6-3, 3-6, 6-2                 | Пит Сампрас                   |
| 20 августа  | Hamlet Cup Лонг-Айленд, США ATP International $400,000 — Хард Турнир 2001                                                          | Джонатан Старк Кевин Ульетт 6-1, 6-4     | Леош Фридль Радек Штепанек    |
| 27 августа  | Открытый чемпионат США Нью-Йорк, США Турнир Большого шлема $6,382,000 — Хард Одиночный турнир — Парный турнир Турнир смешанных пар | Ллейтон Хьюитт 7-6(4), 6-1, 6-1          | Пит Сампрас                   |
| 27 августа  | Открытый чемпионат США Нью-Йорк, США Турнир Большого шлема $6,382,000 — Хард Одиночный турнир — Парный турнир Турнир смешанных пар | Уэйн Блэк Кевин Ульетт 7-6(9), 2-6, 6-3  | Дональд Джонсон Джаред Палмер |
| 27 августа  | Открытый чемпионат США Нью-Йорк, США Турнир Большого шлема $6,382,000 — Хард Одиночный турнир — Парный турнир Турнир смешанных пар | Тодд Вудбридж Ренне Стаббс 6-4, 5-7, 7-6 | Леандер Паес Лиза Реймонд     |

### Сентябрь
| Дата начала | Турнир | Чемпионы (Счёт финала)                               | Финалисты                         |
| ----------- | --- | ---------------------------------------------------- | --------------------------------- |
| 10 сентября | Открытый чемпионат Румынии Бухарест, Румыния ATP International $400,000 — Грунт Турнир 2001                 | Юнес эль-Айнауи 7-6(5), 7-6(2)                       | Альберт Монтаньес                 |
| 10 сентября | Открытый чемпионат Румынии Бухарест, Румыния ATP International $400,000 — Грунт Турнир 2001                 | Александр Китинов Юхан Ландсберг 6-4, 6-7(5), [10-6] | Пабло Альбано Марк-Кевин Гёлльнер |
| 10 сентября | Открытый чемпионат Бразилии Коста-ду-Сауипе, Бразилия ATP International $400,000 — Хард Турнир 2001         | Ян Вацек 2-6, 7-6(2), 6-3                            | Фернандо Мелигени                 |
| 10 сентября | Открытый чемпионат Бразилии Коста-ду-Сауипе, Бразилия ATP International $400,000 — Хард Турнир 2001         | Энцо Артони Даниэль Мело 6-3, 1-6, 7-6(5)            | Брент Хейгарт Гастон Этлис        |
| 10 сентября | Открытый чемпионат Ташкента Ташкент, Узбекистан ATP International $550,000 — Хард Турнир 2001               | Марат Сафин 6-2, 6-2                                 | Евгений Кафельников               |
| 10 сентября | Открытый чемпионат Ташкента Ташкент, Узбекистан ATP International $550,000 — Хард Турнир 2001               | Жюльен Бутте Доминик Хрбаты 6-4, 3-6, [13-11]        | Мариус Барнард Джим Томас         |
| 17 сентября | Кубок Дэвиса 2001. 1/2 финала Сидней, Австралия — Хард Роттердам, Нидерланды — Ковёр (зал)                  | Победители Австралия 4-1 Франция 3-2                 | Проигравшие Швеция Нидерланды     |
| 17 сентября | Heineken Open Shanghai Шанхай ATP International $400,000 — Хард Турнир 2001                                 | Райнер Шуттлер 6-3, 6-4                              | Мишель Кратохвил                  |
| 17 сентября | Heineken Open Shanghai Шанхай ATP International $400,000 — Хард Турнир 2001                                 | Байрон Блэк Томас Симада 6-2, 3-6, 7-5               | Джон-Лаффни де Ягер Робби Кёниг   |
| 24 сентября | Открытый чемпионат Гонконга Гонконг ATP International $400,000 — Хард Турнир 2001                           | Марсело Риос 7-6(3), 6-2                             | Райнер Шуттлер                    |
| 24 сентября | Открытый чемпионат Гонконга Гонконг ATP International $400,000 — Хард Турнир 2001                           | Карстен Браш Андре Са 6-0, 7-5                       | Петер Лукса Радек Штепанек        |
| 24 сентября | Международный теннисный чемпионат на Сицилии Палермо, Италия ATP International $400,000 — Грунт Турнир 2001 | Феликс Мантилья 7-6(2), 6-4                          | Давид Налбандян                   |
| 24 сентября | Международный теннисный чемпионат на Сицилии Палермо, Италия ATP International $400,000 — Грунт Турнир 2001 | Томас Карбонелл Даниэль Орсанич 6-2, 2-6, 6-2        | Энцо Артони Эмилио Бенфеле        |

### Октябрь
| Дата начала | Турнир | Чемпионы (Счёт финала)                       | Финалисты                    |
| ----------- | --- | -------------------------------------------- | ---------------------------- |
| 1 октября   | Кубок Кремля Москва, Россия ATP International $1,000,000 — Ковёр (зал) Турнир 2001                              | Евгений Кафельников 6-4, 7-5                 | Николас Кифер                |
| 1 октября   | Кубок Кремля Москва, Россия ATP International $1,000,000 — Ковёр (зал) Турнир 2001                              | Максим Мирный Сэндон Столл 6-3, 6-0          | Махеш Бхупати Джефф Таранго  |
| 1 октября   | Открытый чемпионат Японии Токио, Япония ATP International Series Gold $800,000 — Хард Турнир 2001               | Ллейтон Хьюитт 6-4, 6-2                      | Мишель Кратохвил             |
| 1 октября   | Открытый чемпионат Японии Токио, Япония ATP International Series Gold $800,000 — Хард Турнир 2001               | Рик Лич Дэвид Макферсон 1-6, 7-6(6), 7-6(4)  | Пол Хенли Натан Хили         |
| 8 октября   | Открытый чемпионат Вены Вена, Австрия ATP International Series Gold $800,000 — Хард (зал) Турнир 2001           | Томми Хаас 6-2, 7-6(6), 6-4                  | Гильермо Каньяс              |
| 8 октября   | Открытый чемпионат Вены Вена, Австрия ATP International Series Gold $800,000 — Хард (зал) Турнир 2001           | Мартин Дамм Радек Штепанек 6-3, 6-2          | Иржи Новак Давид Рикл        |
| 8 октября   | Гран-при Лиона Лион, Франция ATP International $800,000 — Ковёр (зал) Турнир 2001                               | Иван Любичич 6-3, 6-2                        | Юнес эль-Айнауи              |
| 8 октября   | Гран-при Лиона Лион, Франция ATP International $800,000 — Ковёр (зал) Турнир 2001                               | Ненад Зимонич Даниэль Нестор 6-1, 6-2        | Себастьян Грожан Арно Клеман |
| 15 октября  | Stuttgart Masters Штутгарт, Германия ATP Masters $2,950,000 — Хард (зал) Одиночный турнир — Парный турнир       | Томми Хаас 6-2, 6-2, 6-2                     | Максим Мирный                |
| 15 октября  | Stuttgart Masters Штутгарт, Германия ATP Masters $2,950,000 — Хард (зал) Одиночный турнир — Парный турнир       | Максим Мирный Сэндон Столл 7-6(0), 7-6(4)    | Джефф Таранго Эллис Феррейра |
| 22 октября  | Davidoff Swiss Indoors Базель, Швейцария ATP International $1,000,000 — Ковёр (зал) Турнир 2001                 | Тим Хенмен 6-3, 6-4, 6-2                     | Роджер Федерер               |
| 22 октября  | Davidoff Swiss Indoors Базель, Швейцария ATP International $1,000,000 — Ковёр (зал) Турнир 2001                 | Рик Лич Эллис Феррейра 7-6(3), 6-4           | Махеш Бхупати Леандер Паес   |
| 22 октября  | Открытый чемпионат Санкт-Петербурга Санкт-Петербург, Россия ATP International $800,000 — Хард (зал) Турнир 2001 | Марат Сафин 3-6, 6-3, 6-3                    | Райнер Шуттлер               |
| 22 октября  | Открытый чемпионат Санкт-Петербурга Санкт-Петербург, Россия ATP International $800,000 — Хард (зал) Турнир 2001 | Денис Голованов Евгений Кафельников 7-5, 6-4 | Ираклий Лабадзе Марат Сафин  |
| 22 октября  | Открытый чемпионат Стокгольма Стокгольм, Швеция ATP International $800,000 — Хард (зал) Турнир 2001             | Шенг Схалкен 3-6, 6-3, 6-3, 4-6, 6-3         | Яркко Ниеминен               |
| 22 октября  | Открытый чемпионат Стокгольма Стокгольм, Швеция ATP International $800,000 — Хард (зал) Турнир 2001             | Дональд Джонсон Джаред Палмер 6-3, 4-6, 6-3  | Йонас Бьоркман Тодд Вудбридж |
| 29 октября  | BNP Paribas Masters Париж, Франция ATP Masters $2,950,000 — Ковёр (зал) Одиночный турнир — Парный турнир        | Себастьян Грожан 7-6(3), 6-1, 6-7(5), 6-4    | Евгений Кафельников          |
| 29 октября  | BNP Paribas Masters Париж, Франция ATP Masters $2,950,000 — Ковёр (зал) Одиночный турнир — Парный турнир        | Рик Лич Эллис Феррейра 3-6, 6-4, 6-3         | Махеш Бхупати Леандер Паес   |

### Ноябрь
| Дата начала | Турнир                                                                                           | Чемпионы (Счёт финала)       | Финалисты        |
| ----------- | ------------------------------------------------------------------------------------------------ | ---------------------------- | ---------------- |
| 12 ноября   | Tennis Masters Cup Шанхай, Китай Кубок Мастерс $3,700,000 — Хард (зал) — 8S (Группа) Турнир 2001 | Ллейтон Хьюитт 6-3, 6-3, 6-4 | Себастьян Грожан |
| 26 ноября   | Кубок Дэвиса 2001. Финал Мельбурн, Австралия — Трава                                             | Франция 3-2                  | Австралия        |

## Рейтинг ATP

### Одиночный рейтинг
| по данным на 24 декабря 2001 | по данным на 24 декабря 2001 | по данным на 24 декабря 2001 | по данным на 24 декабря 2001 | по данным на 24 декабря 2001 |
| Поз.                         | Теннисист                    | Очки                         | 2000                         | +/-                          |
| ---------------------------- | ---------------------------- | ---------------------------- | ---------------------------- | ---------------------------- |
| 1                            | Ллейтон Хьюитт               | 4365                         | 7                            | ▲ 6                          |
| 2                            | Густаво Куэртен              | 3855                         | 1                            | ▼ 1                          |
| 3                            | Андре Агасси                 | 3520                         | 6                            | ▲ 3                          |
| 4                            | Евгений Кафельников          | 3090                         | 5                            | ▲ 1                          |
| 5                            | Хуан Карлос Ферреро          | 3040                         | 12                           | ▲ 7                          |
| 6                            | Себастьян Грожан             | 2790                         | 19                           | ▲ 13                         |
| 7                            | Патрик Рафтер                | 2785                         | 15                           | ▲ 8                          |
| 8                            | Томми Хаас                   | 2285                         | 23                           | ▲ 15                         |
| 9                            | Тим Хенмен                   | 2100                         | 10                           | ▲ 1                          |
| 10                           | Пит Сампрас                  | 1940                         | 3                            | ▼ 7                          |
| 11                           | Марат Сафин                  | 1920                         | 2                            | ▼ 9                          |
| 12                           | Горан Иванишевич             | 1761                         | 129                          | ▲ 117                        |
| 13                           | Роджер Федерер               | 1745                         | 29                           | ▲ 16                         |
| 14                           | Энди Роддик                  | 1573                         | 156                          | ▲ 142                        |
| 15                           | Гильермо Каньяс              | 1572                         | 231                          | ▲ 216                        |
| 16                           | Алекс Корретха               | 1525                         | 8                            | ▼ 8                          |
| 17                           | Арно Клеман                  | 1475                         | 18                           | ▲ 1                          |
| 18                           | Томас Юханссон               | 1375                         | 39                           | ▲ 21                         |
| 19                           | Карлос Мойя                  | 1310                         | 41                           | ▲ 22                         |
| 20                           | Альберт Портас               | 1220                         | 51                           | ▲ 31                         |

### Парный рейтинг (Игроки)
| по данным на 17 декабря 2001 | по данным на 17 декабря 2001 | по данным на 17 декабря 2001 | по данным на 17 декабря 2001 | по данным на 17 декабря 2001 |
| Поз.                         | Теннисист                    | Очки                         | 2000                         | +/-                          |
| ---------------------------- | ---------------------------- | ---------------------------- | ---------------------------- | ---------------------------- |
| 1                            | Йонас Бьоркман               | 4135                         | 26                           | ▲ 25                         |
| 2                            | Тодд Вудбридж                | 4070                         | 2                            | ▬                            |
| 3                            | Дональд Джонсон              | 3990                         | 18                           | ▲ 15                         |
| 4                            | Джаред Палмер                | 3810                         | 7                            | ▲ 3                          |
| 5                            | Сэндон Столл                 | 3375                         | 3                            | ▼ 2                          |
| 6                            | Махеш Бхупати                | 3365                         | 39                           | ▲ 33                         |
| 7                            | Давид Рикл                   | 3220                         | 11                           | ▲ 4                          |
| 8                            | Иржи Новак                   | 3090                         | 10                           | ▲ 2                          |
| 9                            | Леандер Паес                 | 2990                         | 84                           | ▲ 75                         |
| 10                           | Даниэль Нестор               | 2895                         | 13                           | ▲ 3                          |
| 11                           | Максим Мирный                | 2735                         | 9                            | ▼ 2                          |
| 12                           | Уэйн Блэк                    | 2695                         | 42                           | ▲ 30                         |
| 13                           | Кевин Ульетт                 | 2665                         | 34                           | ▲ 21                         |
| 14                           | Джефф Таранго                | 2570                         | 37                           | ▲ 23                         |
| 15                           | Эллис Феррейра               | 2550                         | 5                            | ▼ 10                         |
| 16                           | Петр Пала                    | 2480                         | 56                           | ▲ 40                         |
| 17                           | Павел Визнер                 | 2355                         | 59                           | ▲ 42                         |
| 18                           | Давид Приносил               | 2345                         | 40                           | ▲ 22                         |
| 19                           | Марк Ноулз                   | 2310                         | 48                           | ▲ 29                         |
| 20                           | Рик Лич                      | 2275                         | 6                            | ▼ 14                         |